# Cheelagondanahalli, Koratagere
Cheelagondanahalli là một làng thuộc tehsil Koratagere, huyện Tumkur, bang Karnataka, Ấn Độ.